# Садальский, Станислав Юрьевич
Станисла́в Ю́рьевич Сада́льский (род. 8 августа 1951, Чкаловское, Чкаловский район, Чувашская АССР, СССР) — советский и российский актёр театра и кино, теле- и радиоведущий, журналист, блогер; заслуженный артист РСФСР (1991), народный артист Грузии (2007), народный артист Чувашской Республики (2003). Почётный гражданин Грузии и города Канаша в Чувашии.

## Биография

### Происхождение
Родился 8 августа 1951 года в селе Чкаловское Чкаловского района Чувашской АССР (ныне — село Шыгырдан Батыревского района Чувашии) в семье учителей Юрия Александровича Садальского и Нины Васильевны Прокопенко, живших в школьном общежитии. Изображение его отца можно увидеть, например, на групповом фотоснимке игроков сборной команды Чкаловского района по волейболу 1951 года. Про свои этнические корни Станислав говорит: 

Вообще, во мне много кровей намешано: и чувашская, и польская, и украинская, и еврейская. Только русской нет. Но я считаю себя русским артистом. 
Бабушка по материнской линии — цыганка, дед и мать — украинцы, родом из Воронежской области. Прапрадед Николай Садольский — протоиерей и настоятель Церкви Св. Праведных Симеона Богоприимца и Анны Пророчицы на Моховой улице в Санкт-Петербурге.
Мать преподавала географию, а затем была заведующей Канашским городским отделом народного образования. Отец был преподавателем физкультуры в Канашском финансовом техникуме.
Станислав в 12 лет остался без матери, которая, по словам Садальского, умерла из-за того, что её сильно ударил по голове её муж, отец Садальского, также он избивал и детей. Отец сдал его с братом в Воронежский интернат № 2, после интерната Станислав с отцом почти не виделся, отец умер в 2001 году в Воронеже. Брат, Сергей Садальский (1958—1991), погиб, похоронен на Волковском кладбище в Санкт-Петербурге.
Двоюродная бабушка по отцу в 1917 году эмигрировала в Германию, служила у Канариса в разведке, в 1976 году она встретилась с двоюродным внуком.

После приезда бабушки началась фантастическая жизнь. Пошли посылки с баночным пивом, виски, жвачка. Мы с ней ходили в лучшие ночные рестораны Москвы, друзья меня обожали. Зато за связь с иностранцами — это с семидесятипятилетней двоюродной бабушкой! — меня даже убрали из титров фильма Саши Татарского «Падал прошлогодний снег». Я его озвучивал, а фамилии моей там нет.
Станислав работал на Ярославском моторном заводе учеником токаря.
В 1969 году он поступил сразу в два вуза, в ГИТИС и ВТУ имени Б. В. Щукина (Курс Татьяны Коптевой), но пошёл учиться в ГИТИС на курс учеников К. С. Станиславского и В. И. Немировича-Данченко (преподаватели актёрского мастерства — народная артистка СССР О. Н. Андровская и народный артист РСФСР Г. Г. Конский). Окончил ГИТИС в 1973 году. После окончания ГИТИСа выпускник был приглашён сразу в четыре столичных театра. Выбор был сделан в пользу Театра имени Маяковского, но буквально через два дня Станислав уходит из него, поссорившись с Андреем Гончаровым, и выбирает труппу московского театра «Современник», где работал с 1973 года. За восемь лет работы в «Современнике» Станислав сыграл всего три главных роли в детской сказке «Принцесса и дровосек» — Дровосека, «Фантазии Фарятьева» — Фарятьева и «Поутру они проснулись» — Нервного. Категорически не хотел играть в массовке. Был секретарём комсомольской организации театра.

### Работа в кино
В своём первом фильме Станислав снялся ещё в годы учёбы: это был фильм «Город первой любви» Маноса Захариаса и Бориса Яшина. В 1974 году на экраны выходит фильм Алексея Коренева «Три дня в Москве». В 1980 году Садальский сыграл главную роль в фильме «О бедном гусаре замолвите слово» Эльдара Рязанова, за которую получил признание кинокритиков и любовь зрителей.
Также снимался в кинокартинах «Палач» В. А. Сергеева, «Кот в мешке» Г. Б. Щукина, «Мелодия на два голоса» Александра Боголюбова, «Лес» В. Я. Мотыля, «Торпедоносцы» С. Д. Арановича, «Две стрелы» А. И. Суриковой и др.
Сам актёр любит свою роль в кинокартине с Л. И. Удовиченко «На кого Бог пошлёт» режиссёра В. В. Зайкина.
В творческой копилке Станислава Садальского более 100 ролей в кино. Снимался в десяти сюжетах киножурнала «Ералаш».

### 1990-е годы и далее
После 20-летнего перерыва вернулся на сцену и играет в антрепризных спектаклях: «Неисправимый лгун», «В джазе только женщины», «Голая правда», «Дикая история», «Развод по-московски», «Декоратор любви», «Кто последний за любовью», «Валенок», «Чудики». В 2007 году играл также в антрепризном спектакле «Питер-Москва-Париж» вместе с актрисой Анастасией Минцковской, с которой он дружен с 1992 года.
Создал на радио программу «Шоу Одинокого Шута», которую вёл сначала с Тиной Канделаки, а потом (после её ухода) — с Ниной Руслановой и актрисой Натальей Борониной. В каждом выпуске рассказывалась биография интересного человека — от артистов до мистиков и авантюристов. Было много шуток, розыгрышей, звонков известным людям («Нежданчик»).
Собственный блог Станислав Садальский открыл в августе 2008 года на сайте блог-платформы «Живого Журнала». На 2017 год Станислав является одним из самых цитируемых блогеров с многотысячной аудиторией подписчиков. За эти годы им написано более 18 000 постов, к которым оставлено более 1 750 000 комментариев.
С 11 января по 26 августа 2016 года — ведущий программы о здоровье «Таблетка» на «Первом канале».
В мае 2020 года запустил собственный YouTube-канал.
Член Союза журналистов России.

## Семья и личная жизнь

### Личная жизнь
В 1970-х годах Станислав Садальский состоял в браке с гражданкой Финляндии, которая была старше на 15 лет, в 1975 году у них родилась дочь Пирио, мать уехала с дочерью в Хельсинки. Пирио не знает русского языка, Станислав видел её лишь два раза. В декабре 2017 года супруга скончалась.

## Общественные взгляды
В феврале 2007 года Станислав Садальский получил почётное грузинское гражданство вместе с грузинским орденом Чести. На президентских выборах в Грузии, в декабре 2007 года, являлся доверенным лицом Михаила Саакашвили. Во время войны в Грузии и высылки грузин из России поддержал грузинскую сторону.
Станислав Садальский участвовал в одном из выпусков телеигры «Кто хочет стать миллионером?» вместе с актрисой Светланой Томой и выиграл 100 тысяч рублей. С его слов, он передал все выигранные деньги на благотворительные цели — в Гильдию актёров.
4 февраля 2017 года в российских СМИ появлялась информация о том, что Станиславу Садальскому был запрещён въезд на территорию Украины якобы по причине его антиукраинских настроений и посещения Крыма в августе 2016 года. Через несколько дней Пресс-центр Службы безопасности Украины опроверг информацию о запрете въезда актёра на территорию страны, но Станислав Садальский продолжал утверждать, что запрет в его адрес был в силе.
Станислав внесён в черный список «Миротворца» 23 августа 2015 года.
Станислав Садальский посетил суд над следователем Александром Дрымановым.
В январе 2023 года актёр заявил, что поддерживает вторжение России на Украину, поскольку «унижают мой русский язык» и «первыми начали не мы».
19 января 2023 года похороны актёра и певца Вахтанга Кикабидзе остались без внимания российских деятелей культуры — только Станислав Садальский прилетел в Тбилиси ради похорон своего коллеги. «…И самое моё большое желание, чтобы народы наши снова были вместе» — сказал Станислав на похоронах.

## Критика
Известен смелым поведением на телевидении. В 2012 году в прямом эфире отчитал ведущего Валдиса Пельша.
«Разговариваете, как тринадцатилетний мальчишка», — сказал Садальскому Иван Ургант в 2016 году в своей передаче «Вечерний Ургант».

## Творчество

### Фильмография
| Год  |     | Название                                                                              | Роль                                                        |
| ---- | --- | ------------------------------------------------------------------------------------- | ----------------------------------------------------------- |
| 1970 | ф   | Город первой любви                                                                    | Владик Сергеев                                              |
| 1971 | ф   | Телеграмма                                                                            | жених, друг Руслана из химчистки                            |
| 1971 | ф   | Мальчики                                                                              | Коля Бирюков                                                |
| 1971 | ф   | 12 стульев                                                                            | пожарный в театре «Колумб»                                  |
| 1973 | ф   | Берега                                                                                | Алексей Гуров                                               |
| 1974 | тф  | Три дня в Москве                                                                      | Герман Николаевич Коробков                                  |
| 1976 | тсп | Ну, публика!                                                                          | Вольдемар                                                   |
| 1978 | ф   | В день праздника                                                                      | Серёжа                                                      |
| 1978 | ф   | Кот в мешке                                                                           | Русланыч                                                    |
| 1979 | тф  | Место встречи изменить нельзя                                                         | Константин Сапрыкин («Кирпич»)                              |
| 1979 | тф  | Осенняя история                                                                       | Потютин                                                     |
| 1980 | ф   | Лес                                                                                   | Алексис, гимназист                                          |
| 1980 | тф  | Мнимый больной                                                                        | Тома                                                        |
| 1980 | тф  | Мелодия на два голоса                                                                 | Дуглас                                                      |
| 1980 | тф  | О бедном гусаре замолвите слово                                                       | корнет Алексей Васильевич Плетнёв                           |
| 1981 | тф  | Бедная Маша                                                                           | Семён Перчаткин                                             |
| 1981 | тф  | Всем — спасибо!                                                                       | Рома                                                        |
| 1981 | тф  | Золотые туфельки                                                                      | Подтяжкин                                                   |
| 1981 | тф  | Немухинские музыканты                                                                 | директор музыкальной школы                                  |
| 1982 | ф   | Вокзал для двоих                                                                      | алкоголик на вокзале                                        |
| 1982 | ф   | Яблоко на ладони                                                                      | Колька                                                      |
| 1983 | ф   | Белые росы                                                                            | Мишка Кисель                                                |
| 1983 | тф  | Гори, гори ясно…                                                                      | Алексей                                                     |
| 1983 | ф   | Парк                                                                                  | счастливчик                                                 |
| 1983 | ф   | Торпедоносцы                                                                          | Дмитриенко, старший лейтенант                               |
| 1983 | ф   | Уникум                                                                                | Китаев                                                      |
| 1983 | ф   | Шурочка                                                                               | Пал Палыч Веткин, офицер                                    |
| 1983 | тф  | Петля                                                                                 | Зинченко                                                    |
| 1984 | ф   | Без права на провал                                                                   | Пётр Колесов, бродячий артист                               |
| 1984 | тф  | Невероятное пари, или Истинное происшествие, благополучно завершившееся сто лет назад | Брыкович                                                    |
| 1984 | ф   | Осенний подарок фей                                                                   | Ушастый                                                     |
| 1984 | тф  | Чужая жена и муж под кроватью                                                         | неизвестный под кроватью                                    |
| 1985 | ф   | Искушение Дон-Жуана                                                                   | Сганарель                                                   |
| 1985 | тф  | Противостояние                                                                        | Цыпкин                                                      |
| 1985 | ф   | Человек с аккордеоном                                                                 | Костя Ёлкин                                                 |
| 1986 | ф   | И никто на свете…                                                                     | Геша Мозжерин                                               |
| 1986 | ф   | Очень страшная история                                                                | дядя Гриша                                                  |
| 1986 | ф   | Полёт в страну чудовищ                                                                | капрал                                                      |
| 1986 | тф  | Нужные люди                                                                           | Павлов                                                      |
| 1987 | ф   | Моя дорогая…                                                                          | Сазонов                                                     |
| 1988 | тф  | Большая игра                                                                          | Папиньон                                                    |
| 1988 | ф   | Дама с попугаем                                                                       | Гена Фёдоров                                                |
| 1988 | тф  | Командировка                                                                          | рабочий                                                     |
| 1988 | тф  | Передай дальше                                                                        | Моня Русский                                                |
| 1988 | ф   | Презумпция невиновности                                                               | Озеран                                                      |
| 1989 | ф   | Две стрелы. Детектив каменного века                                                   | Красноречивый                                               |
| 1989 | ф   | Князь Удача Андреевич                                                                 | Владимир Владимирович, археолог                             |
| 1989 | тф  | Сердце не камень                                                                      | Константин                                                  |
| 1990 | ф   | Аферисты                                                                              | Рубиченко («Рубик»)                                         |
| 1990 | ф   | Волки в зоне                                                                          | Семён                                                       |
| 1990 | ф   | Искушение Б.                                                                          | Курдюков-Басаврик                                           |
| 1990 | ф   | Палач                                                                                 | Виктор, врач-нарколог                                       |
| 1990 | кор | Провинциальный анекдот                                                                | Сеня                                                        |
| 1990 | ф   | Фуфель                                                                                | Игорь Долгополов                                            |
| 1990 | ф   | Царская охота                                                                         | кучер-итальянец                                             |
| 1991 | ф   | Блуждающие звёзды                                                                     | Ицык Швалб                                                  |
| 1991 | ф   | Болотная street, или Средство против секса                                            | Лёва                                                        |
| 1991 | ф   | Действуй, Маня!                                                                       | Вася, мясник                                                |
| 1991 | ф   | Небеса обетованные                                                                    | фотограф на свадьбе                                         |
| 1992 | ф   | Детонатор                                                                             | шериф                                                       |
| 1992 | ф   | Невеста из Парижа                                                                     | Феликс                                                      |
| 1992 | ф   | Тридцатого уничтожить!                                                                | «Четвёртый»                                                 |
| 1993 | ф   | Золотой туман                                                                         | Борис                                                       |
| 1993 | ф   | Кодекс бесчестия                                                                      | следователь                                                 |
| 1994 | ф   | Весёленькая поездка                                                                   | Вовчик                                                      |
| 1994 | ф   | На кого Бог пошлёт                                                                    | Хлюздин, профессор                                          |
| 1996 | с   | Короли российского сыска                                                              | Имя персонажа не указано                                    |
| 1997 | ф   | Корабль двойников                                                                     | конферасье (камео)                                          |
| 1997 | ф   | Дела Лоховского                                                                       | Фоля                                                        |
| 1998 | ф   | Любовь зла                                                                            | отец Корабельникова                                         |
| 2000 | с   | Убойная сила                                                                          | Анатолий Львович, районный прокурор                         |
| 2001 | ф   | Бандитский Петербург. Фильм 3. Крах Антибиотика                                       | директор склада Бутов                                       |
| 2001 | с   | Убойная сила 3                                                                        | Анатолий Львович, районный прокурор                         |
| 2001 | ф   | Лавина                                                                                | Рустам                                                      |
| 2002 | с   | Дружная семейка                                                                       | жених, вице-президент                                       |
| 2003 | ф   | Колхоз интертейнмент                                                                  | Паскаль, директор «Мосфильма» (прототип — В. Н. Досталь)    |
| 2004 | с   | Моя прекрасная няня                                                                   | Юрий Пробкин                                                |
| 2004 | с   | На вираже                                                                             | Полуян                                                      |
| 2004 | ф   | Слова и музыка                                                                        | лысый продюсер                                              |
| 2004 | с   | Узкий мост                                                                            | Крикунов                                                    |
| 2004 | тф  | Три мушкетёра                                                                         | Ла Шене                                                     |
| 2004 | ф   | Тайский вояж Степаныча                                                                | Ваха Автандилович Воркутидзе, уральский бизнесмен и олигарх |
| 2005 | ф   | Новогодний киллер                                                                     | Кишечников                                                  |
| 2005 | с   | Высшая мера                                                                           | Марк                                                        |
| 2005 | ф   | Испанский вояж Степаныча                                                              | Ваха Автандилович Воркутидзе, уральский бизнесмен и олигарх |
| 2006 | с   | Осторожно, блондинки!                                                                 | Сусиков                                                     |
| 2006 | ф   | Парк советского периода                                                               | камео                                                       |
| 2006 | с   | Провинциальные страсти                                                                | Имя персонажа не указано                                    |
| 2007 | ф   | Возвращение блудного мужа                                                             | аккордеонист                                                |
| 2008 | с   | Воротилы                                                                              | организатор концертов «Технологии»                          |
| 2008 | с   | Воротилы. Быть вместе                                                                 | продюсер Красовский                                         |
| 2008 | ф   | Улыбка Бога, или Чисто одесская история                                               | Гена                                                        |
| 2012 | тф  | Страшная красавица                                                                    | Михаил Сергеевич Шляфман                                    |
| 2012 | ф   | С новым годом, мамы!                                                                  | Пётр Ильич Александров, музыкальный критик                  |
| 2013 | с   | Земский доктор. Возвращение                                                           | Сева                                                        |
| 2014 | с   | Земский доктор. Любовь вопреки                                                        | Сева                                                        |

### Роли в киножурнале «Фитиль»
- Выпуск № 247, сюжет «Турист», 1982 год — Чумаков
- Выпуск № 265, сюжет «Свой среди своих», 1984 год — Сидоров, аспирант
- Выпуск № 289, сюжет «Болванка», 1986 год — мастер
- Выпуск № 295, сюжет «Заграничное средство», 1987 год — Кирюхин
- Выпуск № 336, сюжет «Самбо», 1990 год — рэкетир
- Выпуск № 351, сюжет «Сладкая жизнь», 1991 год
- Выпуск № 415, сюжет «Трудный выбор», 2002 год
- «Психологика», № 12 (перезапуск), 2004 год
- «Даёшь прирост!», № 186 (перезапуск), 2008 год

### Роли в киножурнале «Ералаш»
- 1987 — «Шпаргалка» (выпуск 61, эпизод 2) — учитель геометрии
- 1987 — «Улика», реж. И. Вознесенский (выпуск 64, эпизод 2)[32] — подозреваемый преступник Кирьянов
- 1988 — «Медвежья услуга», реж. В. Алеников (выпуск 66, эпизод 1)[33] — папа парня, которому продали медведя за хомяка
- 1990 — «Патриот», реж. И. Киасашвили (выпуск 82, эпизод 3)[34] — немецкий шпион, который пытался купить за жвачку вместо кроссовок помощь подростка
- 1993 — «Не влезай — убьёт!», реж. Н. Иванова (выпуск 100, эпизод 3)[35] — электрик
- 1996 — «Эта ваша собака?», реж. Н. Иванова (выпуск 114, эпизод 3)[36] — мужчина, которого донимали с белой собакой дети
- 2001 — «Кубок», реж. Е. Соколов (выпуск 148, эпизод 3)[37] — Павел Андреевич, директор школы
- 2008 — «Гантели», реж. В. Панжев (выпуск 217, эпизод 3)[38] — отец-здоровяк
- 2015 — «Экзамен», реж. В. Панжев (выпуск 298, эпизод 3) — учитель физики
- 2022 — «Клёв», реж. Е. Юликов (Выпуск № 362, эпизод 1) — врач

### Видеоклипы
- 1992 — «Фаина» (группа «На-На»)
- 2023 — «Я просто женщина» «Наталия Гулькина»)

### Озвучивание
| Год  |    | Название                       | Роль                    |
| ---- | -- | ------------------------------ | ----------------------- |
| 1982 | мф | Новогодняя песенка Деда Мороза | снеговик                |
| 1983 | мф | Падал прошлогодний снег        | мужик, рассказчик       |
| 2003 | ки | Падал прошлогодний снег        | мужик, закадровый голос |
| 2005 | ки | Падал прошлогодний снег 2      | мужик, закадровый голос |
| 2007 | мф | Лягушачий рай                  | лось                    |

### Театральные работы
- «Неисправимый лгун». Постановка: Театр «Миллениум». Режиссёр: Владимир Устюгов. В ролях: Татьяна Васильева, Станислав Садальский, Ольга Богданова.
- «В джазе только женщины». Режиссёр: Владимир Устюгов. В ролях: Татьяна Васильева, Станислав Садальский, Игорь Ларин, Алексей Якубов, Олег Акулич, Григорий Сиятвинда, Сергей Громов.
- «Голая правда». Режиссёр: Владимир Устюгов. В ролях: Татьяна Васильева, Станислав Садальский.
- «Дикая история». Постановка: Театральное агентство «Лекур». В ролях: Станислав Садальский, Алла Довлатова.
- «Валенок». Драматический спектакль. Постановка: Продюсерская компания Анатолия Воропаева. Режиссёр: Владимир Устюгов. В ролях: Татьяна Васильева, Станислав Садальский, Жанна Эппле, Ольга Тумайкина.
- «Декоратор любви». Дональд Черчилл. Постановка: Театральное агентство «Лекур». Режиссёр: Владимир Устюгов. В ролях: Станислав Садальский, Алла Довлатова, Жанна Эппле, Эвелина Блёданс, Елена Торшина.
- «Кто последний за любовью?». Постановка: Театральное агентство «Лекур». Режиссёр: Дмитрий Горник. В ролях: Станислав Садальский, Алла Довлатова, Наталия Корчагина, Олег Белоусов.
- «Семейная комедия — любовная трагедия» или «Отдайтесь гипнотизёру». Постановка: Театральное агентство «Лекур». Режиссёр: Нина Чусова. В ролях: Станислав Садальский, Ольга Богданова, Павел Гайдученко.
- «Питер-Москва-Париж». Постановка: Антреприза. Режиссёр: Пётр Белышков. В ролях: Станислав Садальский, Анастасия Минцковская, Мария Гузеева, Екатерина Вуличенко, Елена Кондулайнен.
- «Развод по-московски». Постановка: Театральное агентство «Лекур». Режиссёр: Римма Соколова. В ролях: Станислав Садальский, Алла Довлатова, Жанна Эппле, Жан Даниэль, Инна Маликова, Руслана Писанка, Татьяна Шитова, Олег Белоусов.
- «Тайна английского пансиона», Агата Кристи. Постановка: Театральное агентство «Лекур». Режиссёр: Виталий Соломин. В ролях: Денис Карасёв, Станислав Садальский, Анна Терехова, Илья Носков.
- «Чудики». Постановка: Антреприза. В ролях: Станислав Садальский, Татьяна Васильева, Эвелина Блёданс, Дарья Михайличенко, Роман Маякин, Вахтанг Беридзе.

### Аудиоспектакли и аудиокниги
- Валерий Зеленогорский. В лесу было накурено. — Союз, 2006
- Евгений Шварц. Голый король. — Радио Культура, 2008
- Леонид Филатов. Самые смешные сказки[39]
- Александр Коровкин. Срамные сказки. 2002
- Александр Пушкин. Срамные стишки. 2003

## Признание и награды

### Государственные награды
- Заслуженный артист РСФСР (1991)[40]
- Народный артист Чувашской Республики
- Благодарность президента Чувашской Республики (2001)
- Медаль «Ветеран труда» (государственная награда СССР)
- Народный артист Грузии (2007)
- Орден Чести (Грузия, 2007)
- Президентский орден Сияние (2010, Грузия)
- Почётный житель города Канаш (Чувашия, 2008)
- Почётный гражданин Грузии (2007)

### Общественные награды
- Медаль трижды Героя Советского Союза Покрышкина (1983, за фильм «Торпедоносцы»)
- Включён в число «2000 выдающихся артистов XX века» Международного Кембриджского биографического центра (2001)
- Народный Блогер России (2009)
- Лауреат Национальной премии интернет-блогеров «БлОгодетель России» (2012)
- Кавалер Ордена имени Брэда Фицпатрика (2013)
- Российским Дворянским обществом был пожалован титул великого графа (1990)